# Llista d'edificis religiosos de Romania
Aquesta és la llista d'edificis religiosos de Romania, que comprèn catedrals, esglésies, monestirs i sinagogues.

## Catedrals

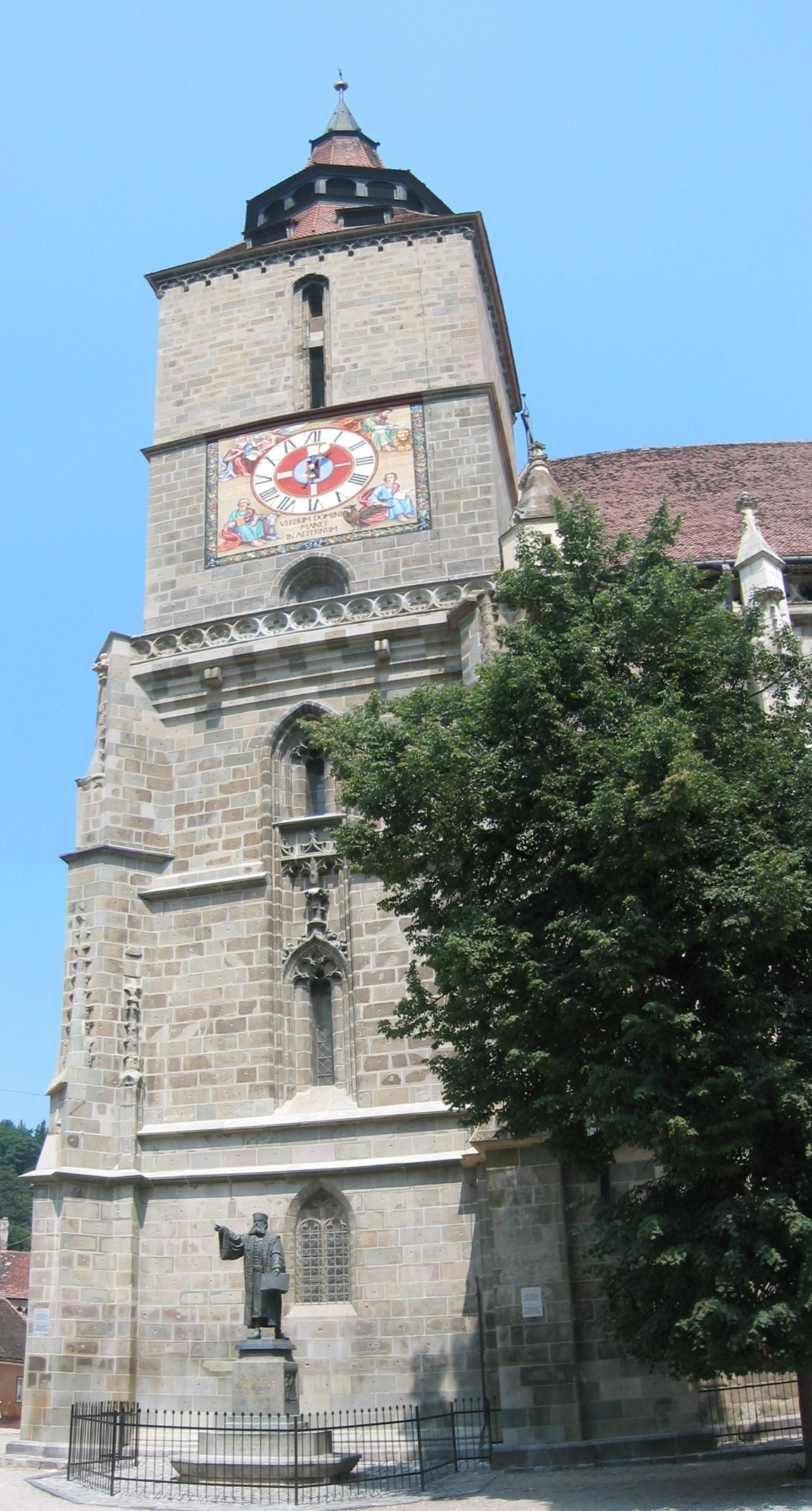
Biserica Neagra de Brașov

- Biserica Neagra (Església negra) a Brașov
- Catedral de Blaj
- Catedral patriarchal ortodoxa de Romania a Bucarest
- Catedral de Curtea de Argeş
- Catedral de Sant Miquel, a Cluj-Napoca
- Catedral evangèlica de Sibiu
- Catedral ortodoxa de Sibiu
- Catedral catòlica de Sant Josep a Bucarest
- Catedral ortodoxa de Timişoara

## Esglésies
- Església anglicana de Bucarest
- Església de Borzeşti
- Església de Densuş

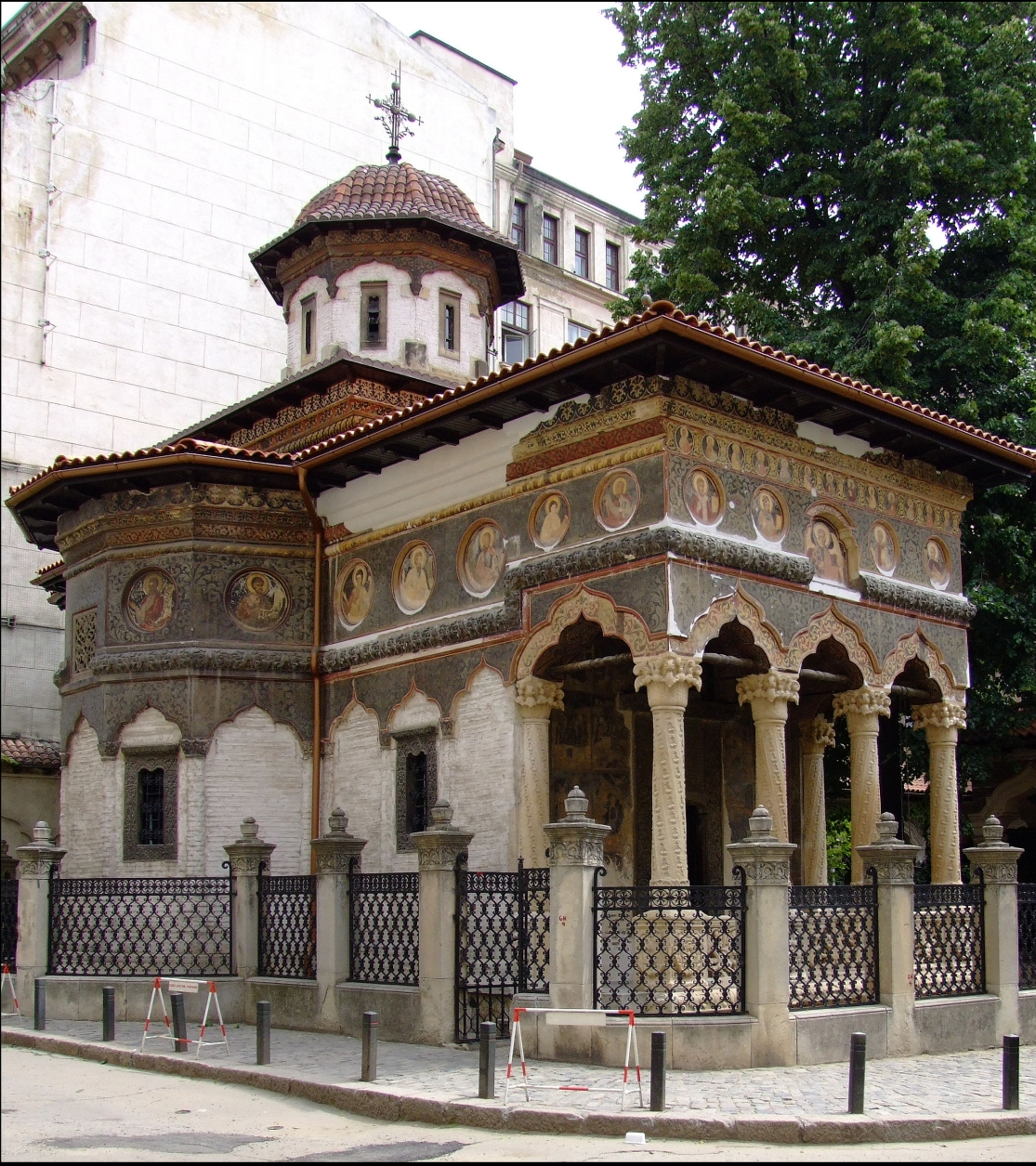
Església de Stavopelos de Bucarest

- Església de Stavropoleos a Bucarest
- Església de les tres jerarquies a Iaşi
- Esglésies de fusta de Maramureş, declarades Patrimoni de la Humanitat per la UNESCO
- Esglésies pintades de Moldàvia
- Esglésies – ciutats fortificades saxones a Transsilvània

## Mesquites
- Mesquita de Mangalia

## Monestirs de Romania

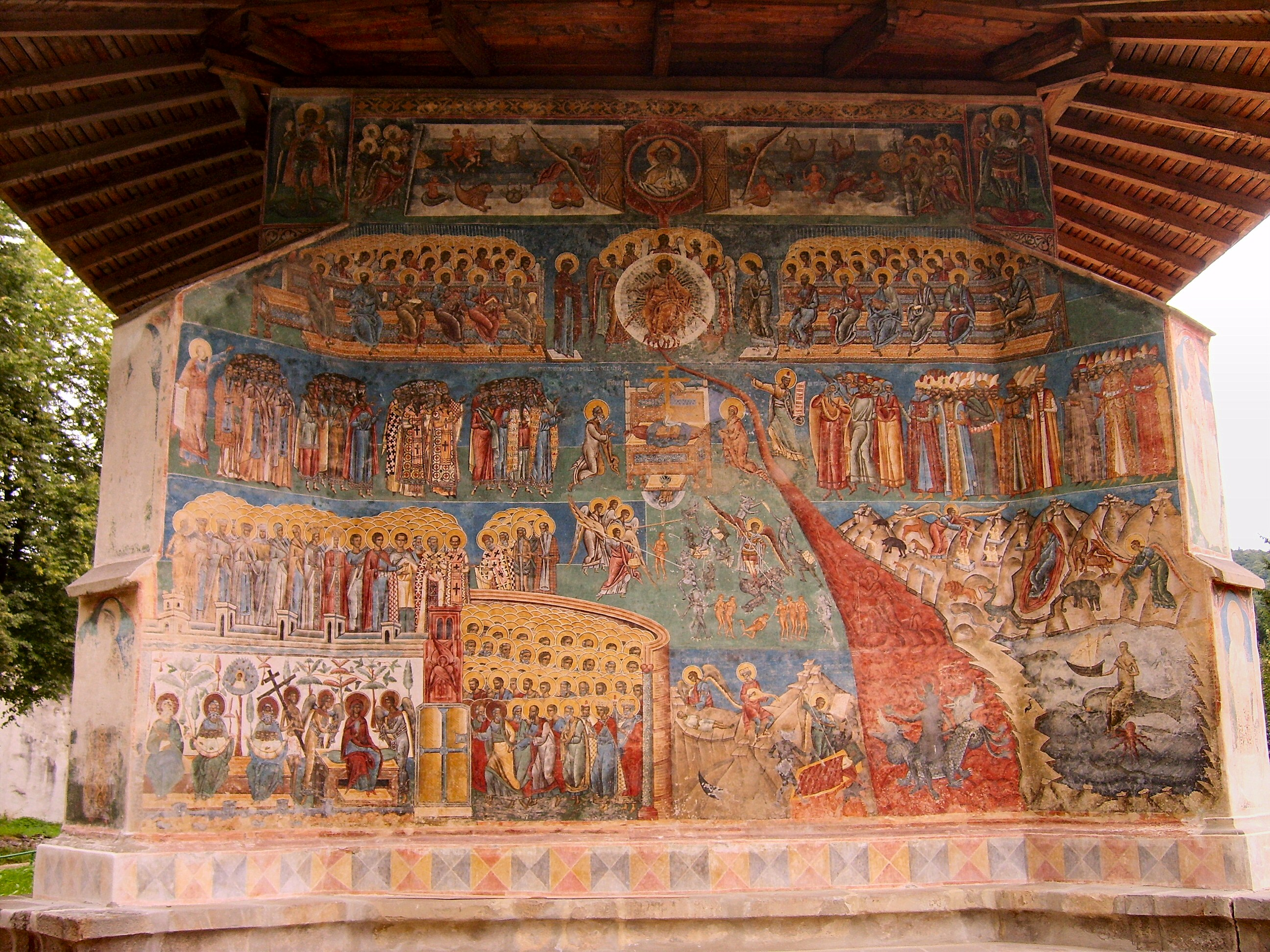
Pintura del monestir de Voronet al nord de Moldàvia

- Monestir d'Antim
- Monestir de Barsana
- Monestir de Brebu
- Monestir de Cârţa
- Monestir de Cernica
- Monestir de Ciolanu
- Monestir de Cozia
- Monestir de Golia a Iaşi
- Monestir de Humor
- Monestir de Horezu
- Monestir de Moldoviţa
- Monestir de Probota
- Monestir de Putna
- Monestir de Răteşti
- Monestir de Santa Ana a Rohia
- Monestir de Sinaia
- Monestir de Sâmbăta
- Monestir de Voroneţ
- Monestir de Zamfira

## Palaus
- Palau de la Patriàrquia de Romania

## Sinagogues
- Gran Sinagoga de Bucarest
- Sinagoga Eșua Tova de Bucarest
- Sinagoga de Cluj-Napoca
- Sinagoga de Iosefin
- Temple Coral de Bucarest